# Eparchia bihacko-petrovacka
Eparchia bihacko-petrovacka – eparchia Serbskiego Kościoła Prawosławnego z siedzibą w Bosanskim Petrovcu. Jej ordynariuszem jest biskup bihacko-petrovacki Sergiusz (Karanović), zaś funkcje katedry pełni sobór Świętych Piotra i Pawła w Bosanskim Petrovcu.
Erygowana 19 maja 1990. Na terytorium eparchii istnieje 118 cerkwi, z czego niektóre pozostają w budowie lub zostały zniszczone w czasie wojny w Bośni i Hercegowinie i są nadal zrujnowane. W toku chorwackiej operacji Burza wymierzonej w Republikę Serbskiej Krajiny zniszczonych zostało 26 cerkwi należących do eparchii, a 68 uszkodzono.
Działają także monastery Rmanj, Glogovac, Veselinje, Klisina, Treskavac i Medna.

## Biskupi bihacko-petrovaccy
- Chryzostom (Jević), 1991–2013
- Atanazy (Rakita), 2014–2017
- Sergiusz (Karanović), od 2017